# 紀元前23年
紀元前23年（きげんぜん23ねん）。

## 他の紀年法
- 干支 : 戊戌
- 日本
  - 垂仁天皇7年
  - 皇紀638年
- 中国
  - 前漢 : 陽朔2年
- 朝鮮
  - 高句麗 : 東明聖王15年
  - 新羅 : 赫居世35年
  - 檀紀2311年
- 仏滅紀元 : 521年
- ユダヤ暦 : 3738年 - 3739年

## できごと

### ローマ
- アウグストゥスは11度目の執政官になった。もう1人はアウルス・テレンティウス・ウァッロ・ムレナだった。
- アウグストゥスは執政官を辞任し、護民官及びプリンケプスとなった。
- 女王Amanishabhetoに率いられえたヌビア人はローマ帝国に反抗し、エジプトのエレファンティネ島を攻めた。
- ヘロデ大王がエルサレムに宮殿と要塞を作った。また、三人目の妻マリアムネと結婚した。
- 貨幣制度の改革が行われた。ローマの硬貨は純銅に鋳直され、デノミネーションが行われた。
- メロエがエジプト北部に侵攻してきたことに対応して、ローマ軍団が南に移動し、ナパータを破壊した（スーダンの歴史）。

### 建築
- ウィトルウィウスが『建築について』（デ・アーキテクチュラ, De Architectura）を書き上げた。

## 誕生
- 董賢、前漢の哀帝の寵愛を受けた官人（+ 紀元前1年）

## 死去
- マルクス・クラウディウス・マルケッルス、初代ローマ皇帝アウグストゥスの甥（* 紀元前42年）